# Till-Eulenspiegel-Museum Schöppenstedt

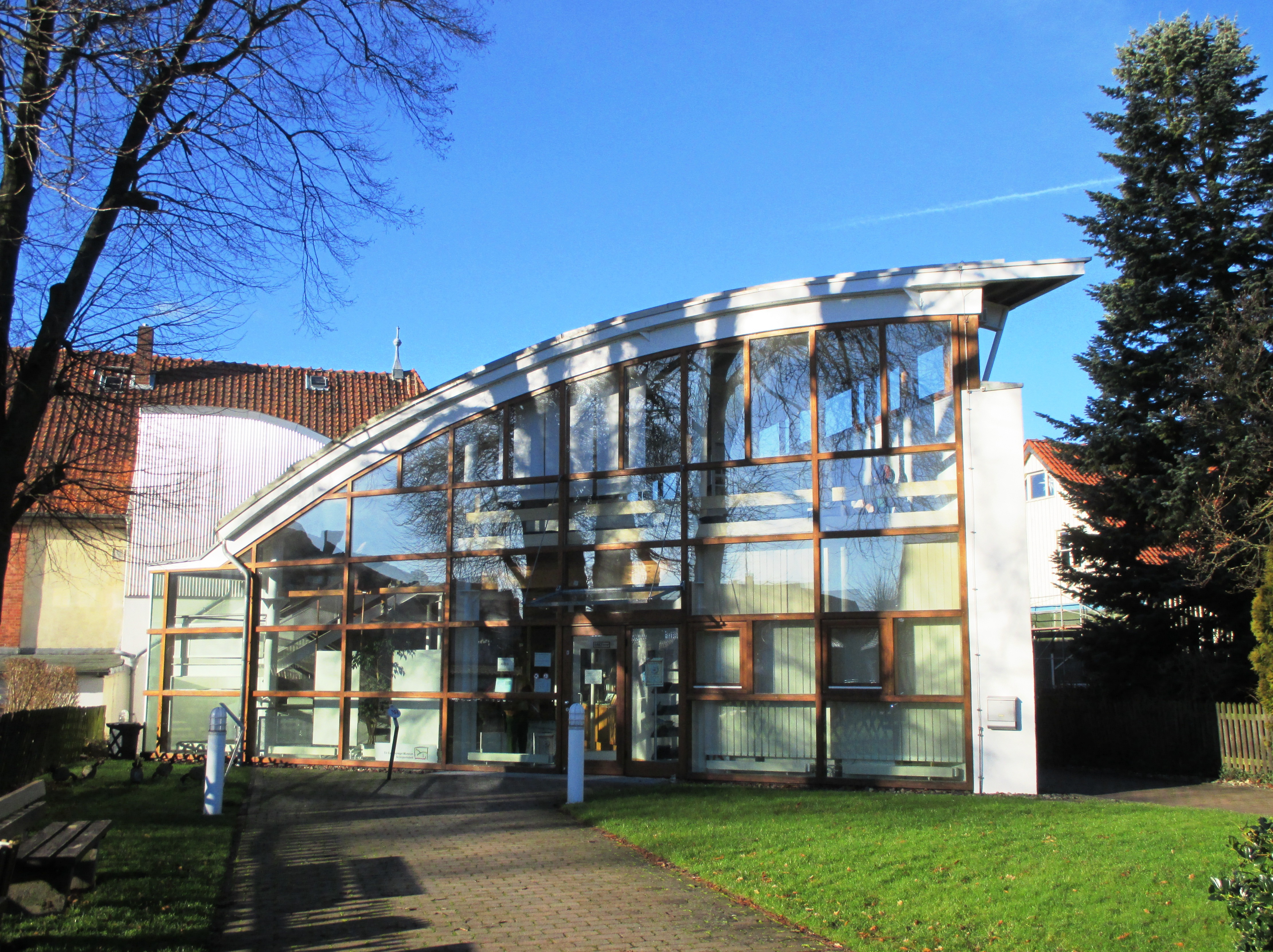
Till-Eulenspiegel-Museum in Schöppenstedt (2013)

Till Eulenspiegel-Museum: Blick in die Ausstellung (2024)

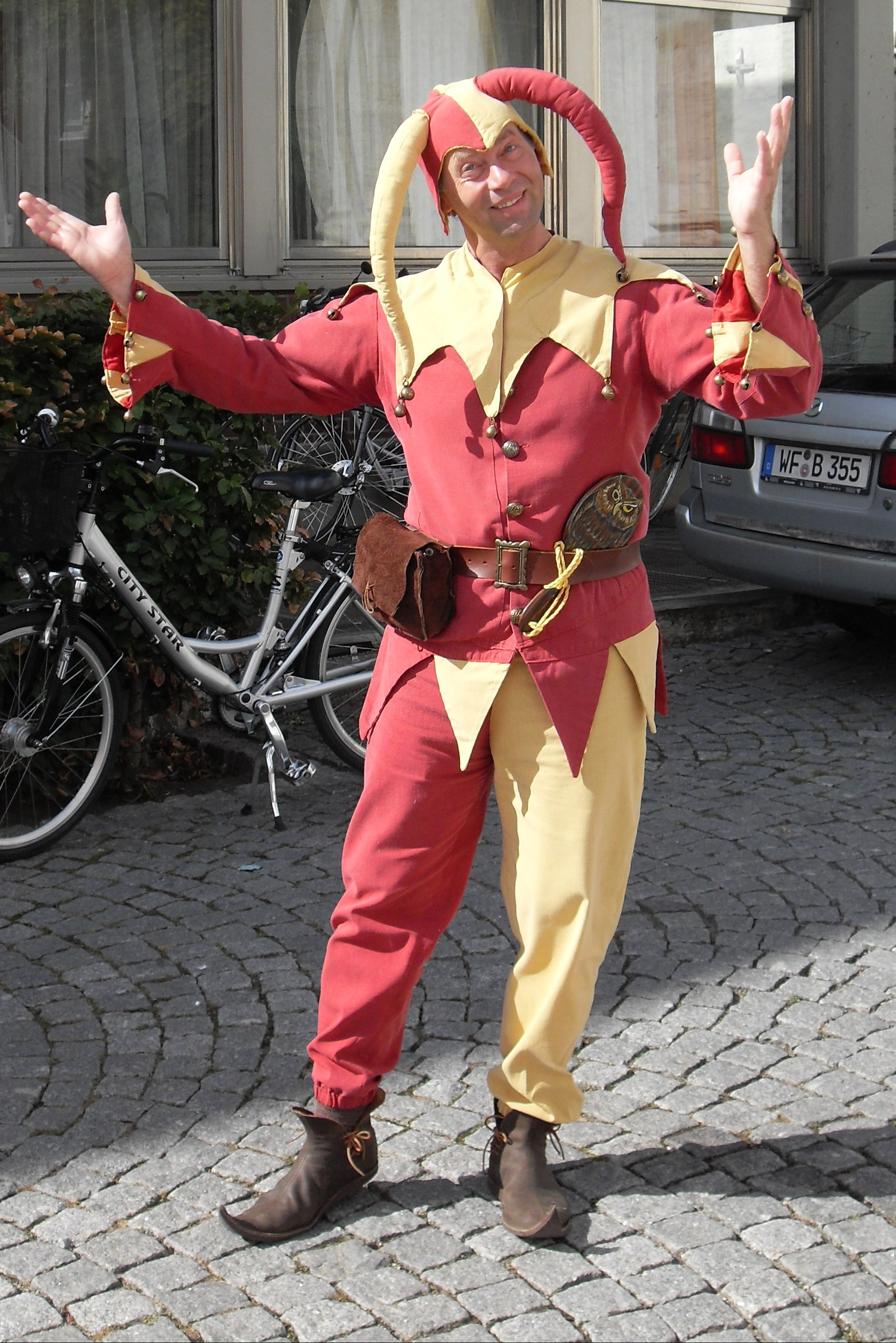
Till-Eulenspiegel-Darsteller beim Stadtfest in Schöppenstedt 2009

Das Till-Eulenspiegel-Museum Schöppenstedt (Landkreis Wolfenbüttel, Niedersachsen) ist ein Regionalmuseum. Es erweist dem mittelalterlichen Schalk Till Eulenspiegel Reverenz, der um 1300 in Kneitlingen am Elm geboren worden sein soll. Das Museum verfügt über ein sehr umfangreiches Eulenspiegel-Archiv mit etwa 3000 Bänden Primär- und Sekundärliteratur und hat jährlich etwa 8000 Besucher. Leiter des Museums ist Benedikt Einert.

## Geschichte
Der Essener Apotheker Erich Leimkugel, ein Sohn der Stadt Schöppenstedt, gründete 1940 das Eulenspiegel-Museum. Er schenkte es 1947 kurz vor seinem Tod seiner Vaterstadt. 1996 wurde ein Erweiterungsbau – errichtet in Form einer Narrenkappe – eröffnet und dadurch das Museum erheblich vergrößert. Von den nun zur Verfügung stehenden ca. 600 m² können mehr als 450 m² für Ausstellungszwecke genutzt werden. 2017 wurde die Dauerausstellung des Museums nach neuer Konzeption umgestaltet.<

## Präsentation
Zu sehen sind unter anderem alte Eulenspiegel-Drucke, Plakate, Filme, Grafiken, Plastiken und auch zeitgeschichtliche Dokumente. Besonderes Stück der Sammlung ist eine 1555 in Frankfurt am Main gedruckte Eulenspiegel-Ausgabe, die sich vermutlich nur in diesem einen Exemplar erhalten hat. Für Kinder präsentiert sich das Museum in mehreren Stationen, die mit einem Entdeckerbogen erkundet werden können. Dabei werden sie besonders von einem großen Klappbuch im Eingangsbereich, einer Hörstation und einer Nachbildung des Grabsteins des Schalknarren aus Norddeutschland angesprochen. Auch finden Sonderveranstaltungen und Wechselausstellungen statt.